# Ка Роса (Тренто)
Ка Роса је насеље у Италији у округу Тренто, региону Трентино-Јужни Тирол.
Према процени из 2011. у насељу је живело 83 становника. Насеље се налази на надморској висини од 393 м.